# Giambattista Giraldi Cinzio
Giambattista Giraldi Cinzio (ur. 1504, zm. 1573) – poeta i dramaturg włoski okresu renesansu. Napisał między innymi epos mitologiczny Ercole (Herkules, 1557), będący w istocie pochwałą jego protektora Ercolego d’Este. Dwie sztuki Williama Shakespeare’a (Miarka za miarkę i Otello) są oparte na motywach dramatów Giraldiego Cinzia.
Epos o Herkulesie został napisany oktawą, czyli rdzennie włoską strofą ośmiowersową, układaną jedenastozgłoskowcem, rymowaną abababcc.
Le fatiche, i travagli, i fatti egregi
d’Ercole, i’ canto e le sue fiamme accese,
e quante palme egli ebbe e quali pregi
e per lo colto e per lo stran paese;
come via più ch’imperatori e regi
il nome suo per ogni parte estese;
com’al fine arse di celeste foco
e meritò di aver tra gli dei loco.